# النصل (بعدان)

تعديل مصدري - تعديل

النصل محلة تابعة لقرية العلة، التابعة لعزلة بني منصور بمديرية بعدان إحدى مديريات محافظة إب في الجمهورية اليمنية، بلغ تعداد سكانها 59 حسب تعداد اليمن لعام 2004.